# Polonistyka (czasopismo)
Polonistyka – czasopismo naukowe poświęcone tematyce pedagogicznej i językoznawstwu (polonistyce). Jest adresowane do nauczycieli.
Czasopismo zostało założone w 1948. W początkowym okresie swojej historii czasopismo było związane z Ministerstwem Oświaty, działało przy współpracy Łódzkiego Oddziału Towarzystwa Literackiego im. A. Mickiewicza i Instytutu Badań Literackich. W latach późniejszych czasopismo było związane z Ministerstwem Edukacji Narodowej. W 1999 r. MEN przekazał czasopismo Wydawnictwom Szkolnym i Pedagogicznym (WSiP). W 2006 r. z powodu małej rentowności czasopism naukowych, WSiP sprzedało czasopismo firmom Edupress i Dr. Josef Raabe Verlags. Od 2014 r. czasopismo wydawane jest przez Forum Media Polska.
Forum Media Polska dokonało zmiany zespołu redakcyjnego (do tego okresu mimo zmian wydawcy zespół redakcyjny nie ulegał zmianie). Dawny zespół redakcyjny „Polonistyki” założył nowe czasopismo otwartego dostępu, półrocznik „Polonistyka. Innowacje””, już pod redakcją Marii Kwiatkowskiej-Ratajczak, kontynuując redakcyjne tradycje „Polonistyki”. Według redakcji „Polonistyki. Innowacji”, obecna „Polonistyka” koncentruje się na dziedzinie poradnictwa metodycznego, podczas gdy „Polonistyka. Innowacje” ma tradycyjnie szerszy zakres.
„Polonistyka” opisuje się następująco:

...jest czasopismem dla nauczyciela polonisty, który w swojej pracy dąży do poszerzania zakresu kompetencji w obszarach: językowym, literackim i metodycznym, stawiając przy tym na efektywny dialog ze współczesnym uczniem. Wydania tematyczne dwumiesięcznika dedykowane są aktywnym pedagogom, którzy pragną skutecznie realizować podstawę programową poprzez zindywidualizowaną pracę z uczniem, alternatywne formy nauczania, z zastosowaniem nowych technologii w procesie edukacji.

Podczas gdy „Polonistyka. Innowacje” opisuje się tak:

Czasopismo ukazuje ścisły związek między praktyką nauczania a teorią dydaktyczną wyprowadzoną z namysłu nad istotą edukacji polonistycznej. Przybliża różnorodne konteksty (literaturoznawcze, językoznawcze, kulturoznawcze itp.), które warto uczynić punktami odniesienia w projektowaniu procesu kształcenia; łączy refleksję nad współczesną oraz dawną dydaktyką szkolną i akademicką.

Do redaktorów naczelnych czasopisma należeli:
- Jan Zygmunt Jakubowski (od 1948[4][8])
- Stanisław Frycie (1976–1991)[4][9]
- Bożena Chrząstowska (od 1992 do 2014)[3][4]
- Agata Klimaszewska (około 2024)[1]

Według Anastazji Seul czasopismo historycznie promowało „wartości, które były (są) preferowane przez Rząd najpierw PRL, a potem RP”. W swojej pierwszej erze, jako podmiot związany z władzami PRL-u, czasopismo promowało ideologię socjalistyczno-marksistowską. Barbara Kryda opisała „Polonistykę” tego okresu jako czasopismo „nudne i zideologizowane”. Po transformacji ustrojowej, w latach 1991–2015, czasopismo z kolei promowało poprzednio marginalizowane w nim wartości chrześcijańskie; kilka numerów z tych lat było w całości poświęconych tematyce religijnej. Czasopismo tego okresu pozytywnie oceniła Seweryna Wysłouch, jako „atrakcyjną lekturę dla nauczycieli, studentów, olimpijczyków”.
W trakcie swojej historii czasopismo miało różną częstotliwość wydawania (w różnych okresach było wydawane co kwartał, co dwa miesiące i co miesiąc). W okresie PRL-u czasopismo miało około 10 000 egzemplarzy nakładu.
Jest indeksowane w Polskiej Bibliografii Bibliologicznej.